# Al-Hisanijja
Al-Hisanijja – miejscowość w Egipcie, w muhafazie Al-Minja, w dystrykcie Abu Kurkas. W 2006 roku liczyła 4422 mieszkańców.